# Milionář (píseň)
Milionář (polsky Milionerzy) je singl populárního českého zpěváka Jaromíra Nohavici. Byl realizován ve dvou verzích: české a polské (s názvem Milionerzy).
Píseň vypráví příběh Franty Šišky
, jemuž kamarád poradil, aby šel soutěžit do televizního pořadu Who Wants to Be a Millionaire? (Milionář/Milionerzy). Šel do studia, vyhrál rozstřel a dostal se k první otázce, která zněla „Co je to ukulele?“. Nejprve využil možnosti „přítel na telefonu“ – zatelefonoval svému příteli, ale ten byl opilý a odpověď neznal. Následně použil vylučovací metodu „50:50“ a „radu publika“ – 90 % diváků zvolilo správnou odpověď, havajský nástroj. Ferda vybral správnou odpověď a vyhrál tisíc korun. Aniž by se podíval na znění druhé otázky, rozhodl se, že na soutěžení rezignuje. Na závěr Franta říká, že si za vyhrané peníze koupí lístek do jídelního vozu InterCity zpět do rodné Ostravy a zbývající stokorunu rozdá lidem bez domova.
Píseň obsahuje nářeční a vulgární výrazy.

## Historie vydání
| Země   | Datum | Verze  |
| ------ | ----- | ------ |
| Česko  | 2003  | česká  |
| Polsko | 2007  | polská |

## Franta Šiška
Franta Šiška je skutečná osoba z Dolní Lomné, kde má i svou sochu.